# Chung kết Cúp FA 1915
Chung kết Cúp FA 1915 diễn ra vào ngày 24 tháng 4 năm 1915 giữa Sheffield United và Chelsea. Đây là trận đấu Cúp FA cuối cùng được tổ chức trước khi các giải bóng đá chính thức ở Anh Quốc bị tạm dừng do Thế chiến thứ nhất. Trận đấu được chuyển từ một địa điểm tiền chiến Crystal Palace ở nam Luân Đôn tới Old Trafford ở Manchester để tránh những di chuyển vào và ra Luân Đôn.
Trận đấu là một trong số ít các trận chung kết cúp FA có tên riêng; Chung kết Khaki Cup, do số lượng lớn đồng phục quân nhân tới dự khán. Tuy nhiên, lượng khán giả dự khán khoảng 50.000 thấp hơn so với các năm trước đó do việc hạn chế di chuyển thời chiến và một lượng lớn thanh niên gia nhập các lực lượng vũ trang.

## Đường tới chung kết
| Đội chủ nhà xếp trước. Vòng 1: Blackpool 1–2 Sheffield United Masterman 2 Vòng 2: Sheffield United 1–0 Liverpool Kitchen Vòng 3: Sheffield United 1–0 Bradford Kitchen trong hiệp phụ Vòng 4: Oldham Athletic 0–0 Sheffield United sau hiệp phụ Đá lại: Sheffield United 3–0 Oldham Athletic Kitchen 2, Fazackerly Bán kết: Bolton Wanderers 1–2 Sheffield United Simmons, Utley (tại Ewood Park) | Đội chủ nhà xếp trước. Vòng 1: Chelsea 1–1 Swindon Town Thomson Đá lại: Chelsea 5–2 Swindon Town Thomson 2, Ford 2 McNeil Vòng 2: Chelsea 1–0 Arsenal Halse Vòng 3: Manchester City 0–1 Chelsea Thomson Vòng 4: Chelsea 1–1 Newcastle Thomson Đá lại: Newcastle 0–1 Chelsea Ford Bán kết: Everton 0–2 Chelsea Croal, Halse (tại Villa Park) |  |

## Chi tiết trận đấu
| Sheffield United                            | 3–0 | Chelsea |
| ------------------------------------------- | --- | ------- |
| Simmons 36' · Fazackerley 84' · Kitchen 88' |     |         |

| Sheffield United | Chelsea |

|                  |    |                     |  |
|                  |    |                     |  |
| GK               | 1  | Harold Gough        |  |
| FB               | 2  | Billy Cook          |  |
| FB               | 3  | Jack English        |  |
| HB               | 4  | Albert Sturgess     |  |
| CH               | 5  | Bill Brelsford      |  |
| HB               | 6  | George Utley (c)    |  |
| OF               | 7  | James Simmons       |  |
| IF               | 8  | Stanley Fazackerley |  |
| CF               | 9  | Joseph Kitchen      |  |
| IF               | 10 | Wally Masterman     |  |
| OF               | 11 | Robert Evans        |  |
| Huấn luyện viên: |    |                     |  |
| John Nicholson   |    |                     |  |

|                  |    |                  |  |
|                  |    |                  |  |
| GK               | 1  | Jim Molyneux     |  |
| FB               | 2  | Walter Bettridge |  |
| FB               | 3  | Jack Harrow (c)  |  |
| HB               | 4  | Fred Taylor      |  |
| CH               | 5  | Tommy Logan      |  |
| HB               | 6  | Andy Walker      |  |
| OF               | 7  | Harry Ford       |  |
| IF               | 8  | Harold Halse     |  |
| CF               | 9  | Bob Thomson      |  |
| IF               | 10 | Jimmy Croal      |  |
| OF               | 11 | Bob McNeil       |  |
| Huấn luyện viên: |    |                  |  |
| David Calderhead |    |                  |  |

Điều lệ
- 90 phút.
- 30 phút hiệp phụ nếu cần.
- Đá lại nếu tỉ số hòa.
- Không thay người